# Cees Groot
Cees Groot (Zaandijk, 29 giugno 1932 – Winterberg, 13 marzo 1988) è stato un calciatore olandese, di ruolo attaccante.

## Biografia
Fratello maggiore di Henk, di cui fu compagno di squadra nello Zaandijk e nell'Ajax, Cees dopo il ritiro dal calcio giocato, divenne preparatore e formatore di giovani calciatori in varie società. Morì per un attacco di cuore mentre era in vacanza nella località sciistica tedesca del Sauerland.
A Groot è dedicato un torneo calcistico organizzato dallo Zaandijk.

## Carriera
Formatosi nello Zaandijk, passa nel 1956 all'Heerenveen ove resta sino al 1957, anno in cui è ingaggiato dal Stormvogels, squadra militante nella cadetteria olandese.
Nel 1959 passa all'Ajax. Con i lancieri di Amsterdam vince il campionato nella stagione 1959-1960 e la KNVB beker nel 1961.
Nel 1964 passa al Zaanstrek, società di terza serie olandese in cui militerà sino al 1967. Con lo Zaanstrek otterrà la promozione in cadetteria al termine della stagione 1966.
Nel 1967 passa agli statunitensi del Pittsburgh Phantoms, società militante nella NPSL. Con i Phantoms, che si piazzeranno al sesto ed ultimo posto della Eastern Division, non gioca alcun incontro ufficiale.
L'anno seguente Groot va a giocare nel Zaandijk, società della sua città natale, ove chiuderà la carriera agonistica a causa di un grave infortunio patito nella prima partita giocata con la sua squadra.

## Palmarès

### Club

#### Competizioni nazionali
- Campionato olandese: 1

Ajax: 1959-1960
- Coppa dei Paesi Bassi: 1

Ajax: 1960-1961

#### Competizioni internazionali
- Coppa Piano Karl Rappan: 1

Ajax: 1961-1962